# Ford Model B (1932)
Термін «Форд 1932 року» може стосуватися трьох моделей автомобілів, вироблених компанією Ford Motors між 1932 і 1934 роками: Model B, Model 18 і Model 40. Вони прийшли на зміну Model A. Модель B мала оновлений чотирициліндровий двигун і випускався з 1932 по 1934 рік. V8 був доступний у моделі 18 у 1932 році та в моделі 40 у 1933 та 1934 роках. 18 був першим Ford, оснащеним V-8 з плоскою головкою. Компанія також замінила вантажівку моделі AA на модель BB, доступну з чотири- або восьмициліндровим двигуном.